# Stagno di Salina Manna (Siniscola)
Lo stagno di Salina Manna è una zona umida situata  in prossimità  della costa centro-orientale della Sardegna.
Appartiene amministrativamente al comune di Siniscola.